# Pollard (Arkansas)
Pollard è una città degli Stati Uniti d'America situata nello Stato dell'Arkansas, nella Contea di Clay.